# Francis Osborne (1er baron Godolphin)
Francis Godolphin Osborne, 1er baron Godolphin (18 octobre 1777 - 15 février 1850) est un homme politique et pair britannique .

## Biographie

### Vie privée
Francis Osborne est le deuxième fils de Francis Osborne, 5e duc de Leeds et de son épouse Amelia Darcy.
Sa grand-mère paternelle est Mary Godolphin, fille de Francis Godolphin, 2e comte de Godolphin et épouse de Thomas Osborne, 4e duc de Leeds.

### Vie publique
Il siège comme député de Helston entre 1799 et 1802, de Lewes entre 1802 et 1806 et de Cambridgeshire entre 1810 et 1831.
Le 14 mai 1832, il est élevé à la pairie sous le titre de baron Godolphin, de Farnham Royal dans le Buckinghamshire.
Lord Godolphin décède en 1850, son titre de baron Godolphin est transmis à son fils aîné, George, qui devient le 2e baron Godolphin. George hérite ensuite du duché de Leeds de son cousin en 1859.

## Famille

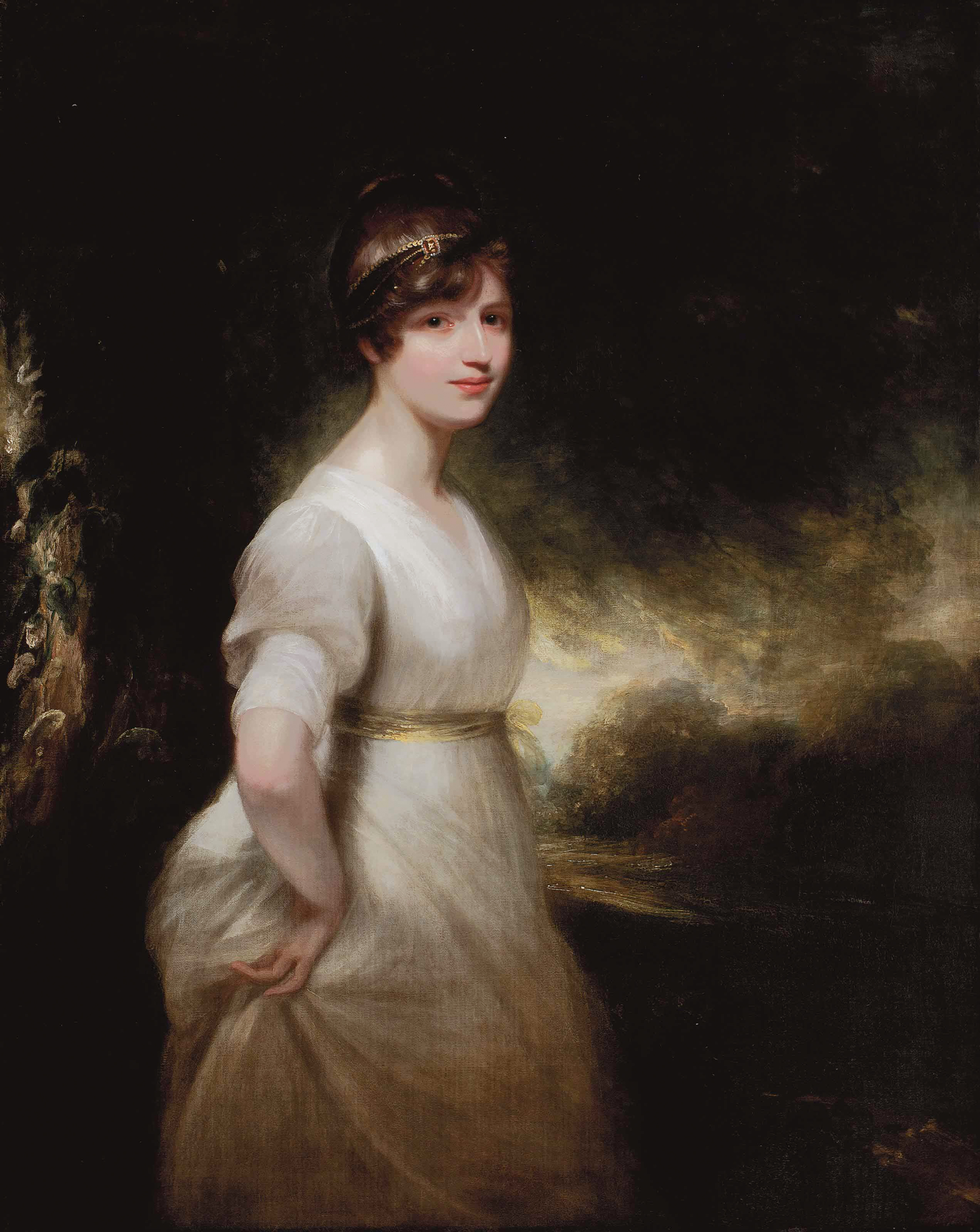
Elizabeth Charlotte Eden, Lady Godolphin (1780-1847) (William Beechey).

Il épouse, le 31 mars 1800, Elizabeth Charlotte Eden (1780-1847), fille de William Eden, 1er baron Auckland et d'Eleanor Elliot. Ils ont cinq enfants.
- George Osborne, 8e duc de Leeds et 2e baron Godolphin (16 juillet 1802 - 8 août 1872) épouse Harriet Arundel Stewart (17 août 1800 - 28 octobre 1852), dont descendance ;
- William Godolphin Osborne (29 mars 1804 - 28 décembre 1888) épouse en premières noces Georgina Henrietta Keith (25 décembre 1809 - 21 septembre 1892) (sans descendance), puis épouse en secondes noces Caroline Montagu (15 novembre 1796 - 10 novembre 1867) (sans descendance) ;
- Charlotte Godolphin Osborne (4 août 1805 - 1er décembre 1838) épouse Sir Theodore Brinckman, 1er baronnet de Monk Bretton (17 janvier 1798 - 9 février 1880), dont descendance ;
- Sydney Osborne (5 février 1808 - 9 mai 1889) épouse Emily Charlotte Grenfell (25 septembre 1805 - 19 décembre 1875), dont descendance[1] ;
- D'Arcy Godolphin Osborne (20 octobre 1814 - 12 mai 1846), célibataire, sans enfants.

Les frères et sœurs survivants du 8e duc, William et Sydney, obtiennent le rang de fils cadet d'un duc en 1859, devenant Lord William Osborne et Lord Sydney Osborne. C'est parce que leur père, Lord Godolphin, aurait hérité du duché s'il n'était pas mort en 1850, neuf ans avant la mort du 7e duc de Leeds.

## Publications
- A Perswasive to A Mutuall Compliance under  the Present Government. Together with A Plea for a Free State Compared with Monarchy (1811)